# Martin Rauschenberg
Martin Rauschenberg Brorsen, född 15 januari 1992 i Gredstedbro, är en dansk fotbollsspelare som spelar för Gefle IF.

## Karriär
Rauschenbergs moderklubb är Gredstedbro BK. Han började sin seniorkarriär i Esbjerg fB, där han fick spela fyra matcher i Superligaen 2010/2011. Under säsongen 2013 lånades han ut till isländska Stjarnan i högstadivisionen Úrvalsdeild. Till säsongen 2014 skrev han på för den isländska klubben.
I januari 2015 skrev Rauschenberg på ett treårskontrakt med Gefle IF. Han gjorde sin allsvenska debut den 5 april 2015 i premiäromgången mot Falkenbergs FF, som Gefle vann med 2–0. 
I november 2017 skrev Rauschenberg ett tvåårskontrakt med IF Brommapojkarna.
I december 2021 blev Rauschenberg klar för en återkomst i Gefle IF.